# Look What I Almost Stepped in...
Look What I Almost Stepped in... è l'ottavo album studio della band punk rock The Vandals e l'ultimo pubblicato con la Nitro Records. Sebbene venga accreditato come batterista Josh Freese in realtà i pezzi di batteria del disco sono stati suonati tutti da Brooks Wackerman, sostituto di Freese in numerose altre occasioni visti i molteplici impegni del batterista titolare, che l'anno successivo entrerà nei Bad Religion.
Nell'album compaiono anche numerosi altri musicisti, come gli attori Jack Black e Kyle Gass dei Tenacious D, il cantante dei The Offspring e proprietario dell'etichetta Nitro Records che pubblica l'album, Dexter Holland e Scott Ackermann.

## Tracce
Tutti i brani della band eccetto quelli indicati.
1. Behind the Music
2. Sorry, Mom and Dad
3. Go
4. The New You
5. Flowers Are Pretty
6. Jackass (Escalante/Dexter Holland)
7. What About Me?
8. You're Not the Boss of Me (Kick It)
9. I'm the Boss of Me
10. That's My Girl
11. Get a Room
12. San Berdu
13. Crippled & Blind
14. Fourteen

## Formazione
- Dave Quackenbush - voce
- Warren Fitzgerald - chitarra, voce
- Joe Escalante - basso, voce
- Brooks Wackerman - batteria
- Jack Black - seconda voce nel brano Fourteen
- Kyle Gass - seconda voce nel brano Fourteen
- Scott Aukerman - seconda voce nel brano That's My Girl
- Dexter Holland - seconda voce nel brano Jackass